# Regering-Philippe II
De regering-Philippe II, Frans: Gouvernement Édouard Philippe II, was de eenenveertigste regering van Frankrijk onder de Vijfde Republiek. De regering trad op 21 juni 2017 aan, na de parlementsverkiezingen die volgden op de verkiezing van president Emmanuel Macron, dus als een vervolg op de regering-Philippe I.
De regering werd opnieuw door Édouard Philippe geleid en werd samengesteld uit ministers en staatssecretarissen van La République en marche ! LREM, Mouvement démocrate MoDem, voormalige leden van de Parti radical de gauche PRG, van Les Républicains LR, de Parti socialiste PS en onafhankelijken.
De LREM was een jaar eerder door Emmanuel Macron opgericht. Hij was de toonaangevende politicus binnen de politieke partij.  Tien ministers voegden zich tijdens hun functie bij de LREM: Bruno Le Maire, Jean-Michel Blanquer, Muriel Pénicaud, Agnès Buzyn, Frédérique Vidal, Gerald Darmanin, Élisabeth Borne, Nathalie Loiseau, Jean-Baptiste Lemoyne en Sébastien Lecornu.
Premier Philippe trad zelf op 3 juli 2020 af en zijn regering werd drie dagen later door de regering-Castex opgevolgd.

## Samenstelling

### Ministers
| Ambtsbekleder                                  | Ambtsbekleder                   | Ambtsbekleder               | Ministerie                                     | Ambtstermijn     | Ambtstermijn      | Partij         |
| ---------------------------------------------- | ------------------------------- | --------------------------- | ---------------------------------------------- | ---------------- | ----------------- | -------------- |
|                                                |                                 | Édouard Philippe 1970       | Premier                                        | 15 mei 2017      | 3 juli 2020       | LR 2017        |
|                                                | DVD 2017–20                     | Édouard Philippe 1970       | Premier                                        | 15 mei 2017      | 3 juli 2020       |                |
|                                                |                                 | Nicolas Hulot 1955          | Minister van Staat                             | 17 mei 2017      | 4 september 2018  | O              |
| Minister van Ecologie en Duurzame Ontwikkeling |                                 | Nicolas Hulot 1955          |                                                | 17 mei 2017      | 4 september 2018  | O              |
|                                                |                                 | François de Rugy 1973       | Minister van Staat                             | 4 september 2018 | 16 juli 2019      | PÉ             |
| Minister van Ecologie en Duurzame Ontwikkeling |                                 | François de Rugy 1973       |                                                | 4 september 2018 | 16 juli 2019      | PÉ             |
|                                                |                                 | Gérard Collomb 1947–2023    | Minister van Staat                             | 17 mei 2017      | 3 oktober 2018    | DVG 2017       |
|                                                | Minister van Binnenlandse Zaken | Gérard Collomb 1947–2023    | LREM 2017–18                                   | 17 mei 2017      | 3 oktober 2018    |                |
|                                                | Minister van Binnenlandse Zaken |                             | Édouard Philippe 1970 ad interim               | 3 oktober 2018   | 16 oktober 2018   | DVD            |
|                                                | Minister van Binnenlandse Zaken |                             | Christophe Castaner 1966                       | 16 oktober 2018  | 6 juli 2020       | LREM           |
|                                                | Jean-Yves Le Drian              | Jean-Yves Le Drian 1947     | Minister van Buitenlandse Zaken                | 17 mei 2017      | 20 mei 2022       | DVG            |
|                                                | Bruno Le Maire                  | Bruno Le Maire 1969         | Minister van Financiën                         | 17 mei 2017      | 21 september 2024 | LR 2017        |
|                                                | Bruno Le Maire                  | Bruno Le Maire 1969         | Minister van Economische Zaken                 | 17 mei 2017      | 21 september 2024 | LREM 2017–2024 |
|                                                |                                 | Florence Parly 1963         | Minister van de Stijdkrachten                  | 21 juni 2017     | 20 mei 2022       | DVG            |
|                                                |                                 | Nicole Belloubet 1955       | Minister van Justitie                          | 21 juni 2017     | 6 juli 2020       | O              |
|                                                |                                 | Agnès Buzyn 1962            | Minister van Volksgezondheid                   | 17 mei 2017      | 16 februari 2020  | DVG 2017       |
|                                                | Minister van Sociale Zaken      | Agnès Buzyn 1962            | LREM 2017–2020                                 | 17 mei 2017      | 16 februari 2020  |                |
|                                                |                                 | Olivier Véran 1980          | Minister van Volksgezondheid                   | 16 februari 2020 | 20 mei 2022       | LREM           |
| Minister van Sociale Zaken                     |                                 | Olivier Véran 1980          |                                                | 16 februari 2020 | 20 mei 2022       | LREM           |
|                                                |                                 | Muriel Pénicaud 1955        | Minister van Arbeid en Werkgelegenheid         | 17 mei 2017      | 6 juli 2020       | DVG 2017       |
|                                                | LREM 2017–2020                  | Muriel Pénicaud 1955        | Minister van Arbeid en Werkgelegenheid         | 17 mei 2017      | 6 juli 2020       |                |
|                                                |                                 | Jean-Michel Blanquer 1964   | Minister van Nationaal Onderwijs               | 17 mei 2017      | 20 mei 2022       | DVD 2017       |
|                                                | Minister van Jeugd              | Jean-Michel Blanquer 1964   | 16 oktober 2018                                | LREM 2017–2022   | 20 mei 2022       |                |
|                                                |                                 | Frédérique Vidal 1964       | Minister van Hoger Onderwijs en Wetenschap     | 17 mei 2017      | 20 mei 2022       | DVG 2017       |
|                                                | LREM 2017–2022                  | Frédérique Vidal 1964       | Minister van Hoger Onderwijs en Wetenschap     | 17 mei 2017      | 20 mei 2022       |                |
|                                                |                                 | Jacques Mézard 1947         | Minister van Huisvesting                       | 21 juni 2017     | 16 oktober 2018   | PRG            |
| Minister van Ruimtelijke Ordening              |                                 | Jacques Mézard 1947         |                                                | 21 juni 2017     | 16 oktober 2018   | PRG            |
| Minister voor Lokale Zaken                     |                                 | Jacques Mézard 1947         |                                                | 21 juni 2017     | 16 oktober 2018   | PRG            |
|                                                | Jacqueline Gourault             | Jacqueline Gourault 1950    | Minister van Huisvesting                       | 16 oktober 2018  | 5 maart 2022      | MoDem          |
| Minister van Ruimtelijke Ordening              | Jacqueline Gourault             | Jacqueline Gourault 1950    |                                                | 16 oktober 2018  | 5 maart 2022      | MoDem          |
| Minister voor Lokale Zaken                     | Jacqueline Gourault             | Jacqueline Gourault 1950    |                                                | 16 oktober 2018  | 5 maart 2022      | MoDem          |
|                                                |                                 | Stéphane Travert 1969       | Minister van Landbouw en Visserij              | 21 juni 2017     | 16 oktober 2018   | LREM           |
|                                                | Didier Guillaume                | Didier Guillaume 1959–2025  | Minister van Landbouw en Visserij              | 16 oktober 2018  | 6 juli 2020       | DVG            |
|                                                |                                 | Élisabeth Borne 1961        | Minister van Ecologie en Duurzame Ontwikkeling | 16 juli 2019     | 6 juli 2020       | LREM           |
|                                                |                                 | Gérald Darmanin 1982        | Minister van Publieke Diensten                 | 17 mei 2017      | 6 juli 2020       | LR 2017        |
|                                                | Minister voor Begrotingszaken   | Gérald Darmanin 1982        | LREM 2017–2020                                 | 17 mei 2017      | 6 juli 2020       |                |
|                                                |                                 | Annick Girardin 1964        | Minister van Overzeese Gebiedsdelen            | 17 mei 2017      | 6 juli 2020       | PRV            |
|                                                |                                 | Françoise Nyssen 1951       | Minister van Cultuur                           | 17 mei 2017      | 16 oktober 2018   | DVG            |
|                                                | Franck Riester                  | Franck Riester 1974         | Minister van Cultuur                           | 16 oktober 2018  | 6 juli 2020       | Agir           |
|                                                |                                 | Laura Flessel- Colovic 1971 | Minister van Sport                             | 17 mei 2017      | 4 september 2018  | O              |
|                                                | Roxana Mărăcineanu              | Roxana Maracineanu 1975     | Minister van Sport                             | 4 september 2018 | 6 juli 2020       | O              |

### Staatssecretarissen
Daar waar geen onderwerp staat vermeld is het een algemene staatssecretaris, een staatssecretaris zonder portefeuille.
|  | Portret           | Naam                   | Onderwerp                                               | Ministerie                        | Partij |
|  | ----------------- | ---------------------- | ------------------------------------------------------- | --------------------------------- | ------ |
|  |                   | Christophe Castaner    | betrekkingen met het Parlement en regeringswoordvoerder | Premier                           | LREM   |
|  | Marlène Schiappa  | Marlène Schiappa       | gelijkheid tussen vrouwen en mannen                     | Premier                           | LREM   |
|  |                   | Sophie Cluzel          | gehandicapten                                           | Premier                           | O      |
|  |                   | Mounir Mahjoubi        | digitale ontwikkleing                                   | Premier                           | LREM   |
|  | Sébastien Lecornu | Sébastien Lecornu      |                                                         | Ecologie en duurzame ontwikkeling | LR     |
|  |                   | Brune Poirson          |                                                         | Ecologie en Duurzame Ontwikkeling | LREM   |
|  |                   | Jean-Baptiste Lemoyne  |                                                         | Buitenlandse Zaken                | LR     |
|  |                   | Geneviève Darrieussecq |                                                         | Defensie                          | MoDem  |
|  |                   | Julien Denormandie     |                                                         | Huisvesting                       | LREM   |
|  |                   | Benjamin Griveaux      |                                                         | Financiën                         | LREM   |

### Ministers toegevoegd bij een minister
|  | Portret      | Naam               | Onderwerp                      | Ministerie  | Partij |
|  | ------------ | ------------------ | ------------------------------ | ----------- | ------ |
|  | Marc Fesneau | Marc Fesneau       | betrekkingen met het Parlement | Premier     | MoDem  |
|  |              | Sébastien Lecornu  | territoriale gemeenschappen    | Huisvesting | LREM   |
|  |              | Julien Denormandie | stad en wonen                  | Huisvesting | LREM   |

### Staatssecretarissen
Daar waar geen onderwerp staat vermeld is het een algemene staatssecretaris, een staatssecretaris zonder portefeuille.
|  | Portret          | Naam                   | Onderwerp                                                           | Ministerie                        | Partij |
|  | ---------------- | ---------------------- | ------------------------------------------------------------------- | --------------------------------- | ------ |
|  |                  | Sibeth Ndiaye          | regeringswoordvoerder                                               | Premier                           | LREM   |
|  | Marlène Schiappa | Marlène Schiappa       | gelijkheid van vrouwen en mannen en tegen discriminatie             | Premier                           | LREM   |
|  |                  | Sophie Cluzel          | gehandicapten                                                       | Premier                           | LREM   |
|  |                  | Brune Poirson          |                                                                     | Ecologie en duurzame ontwikkeling | LREM   |
|  |                  | Emmanuelle Wargon      |                                                                     | Ecologie en duurzame ontwikkeling | DVG    |
|  |                  | Jean-Baptiste Djebbari | vervoer                                                             | Ecologie en duurzame ontwikkeling | LREM   |
|  |                  | Jean-Baptiste Lemoyne  |                                                                     | Buitenlandse zaken                | LREM   |
|  |                  | Amélie de Montchalin   | Europese zaken                                                      | Buitenlandse zaken                | LREM   |
|  |                  | Geneviève Darrieussecq |                                                                     | Defensie                          | MoDem  |
|  |                  | Christelle Dubos       |                                                                     | Volksgezondheid                   | LREM   |
|  |                  | Adrien Taquet          |                                                                     | Volksgezondheid                   | LREM   |
|  |                  | Laurent Pietraszewski  | pensioenen en bescherming van werknemers tegen de COVID-19-epidemie | Volksgezondheid                   | LREM   |
|  |                  | Cédric O               | digitale ontwikkeling                                               | Financiën en publieke diensten    | LREM   |
|  |                  | Agnès Pannier-Runacher |                                                                     | Financiën                         | LREM   |
|  |                  | Gabriel Attal          |                                                                     | Onderwijs                         | LREM   |
|  |                  | Olivier Dussopt        |                                                                     | Publieke Diensten                 | DVG    |
|  |                  | Laurent Nuñez          |                                                                     | Binnenlandse Zaken                | LREM   |

## Veranderingen
- De regering is op 24 november 2017 iets veranderd, nadat Christophe Castaner tot nieuwe leider van La République en marche ! was gekozen. Hij verloor zijn functie als woordvoerder van de regering, maar bleef staatssecretaris voor de betrekkingen met het Parlement.

Benjamin Griveaux werd de nieuwe regeringswoordvoerder, maar bleef niet langer staatssecretaris zijn bij de minister van Economie en Financiën, Bruno Le Maire. Delphine Gény-Stephann vervangt hem.
Olivier Dussopt van de Parti socialiste wordt staatssecretaris onder de minister van Actie en Openbare rekeningen, Gérald Darmanin.
- Nicolas Hulot, minister van staat van het Milieu en de Ecologische ontwikkeling, kondigde tijdens een live interview op France Inter op 28 augustus 2018 zijn ontslag bij de regering aan.

Regeringswoordvoerder Benjamin Griveaux deelde mee dat een kabinetswijziging plaats ongeveer 4 september 2018 zou plaatsvinden. Laura Flessel-Colovic, minister van Sport, kondigde haar ontslag bij de regering aan. Hun vervangers zijn François de Rugy en Roxana Maracineanu.
- Gérard Collomb, minister van staat van Binnenlandse Zaken, biedt 1 oktober 2018 president Emmanuel Macron zijn ontslag aan. Macron neemt zijn ontslag na enig overwegen aan en vraagt aan Édouard Philippe, de premier, om de post van Collomb tussentijds waar te nemen.

- Christophe Castaner wordt tot minister van Binnenlandse Zaken benoemd, en maakt daarmee een einde aan de ambtstermijn van Édouard Philippe. Marc Fesneau vervangt Castaner in de betrekkingen met het Parlement. Franck Riester wordt benoemd tot minister van Cultuur om Françoise Nyssen te vervangen. Didier Guillaume wordt benoemd tot minister van Landbouw en Voedselvoorziening en vervangt Stéphane Travert. Jacqueline Gourault wordt benoemd tot minister van Territoriale cohesie, vervangt Jacques Mézard en haar portfolio wordt uitgebreid tot betrekkingen met lokale autoriteiten. Delphine Gény-Stephann stopt als staatssecretaris voor Economie en Financiën.

Die dag zijn ook tot staatssecretaris Gabriel Attal voor Nationaal Onderwijs, Laurent Nuñez voor Binnenlandse Zaken, Christelle Dubos voor Solidariteit en Gezondheid, Agnès Pannier-Runacher voor de Economie en Emmanuelle Wargon voor de Ecologische ontwikkeling en het Milieu benoemd en hebben verschillende leden van de regering hun bevoegdheden gewijzigd: Sébastien Lecornu, Mounir Mahjoubi) of uitgebreid (Jean-Michel Blanquer, Marlène Schiappa, Julien Denormandie.
- Adrien Taquet wordt op 25 januari 2019 wordt tot staatssecretaris bij de minister van Solidariteit en Gezondheid benoemd. Hij is vooral belast met het ingrijpen in zaken die te maken hebben met de bescherming van kinderen.

- Nathalie Loiseau, minister van Europese Zaken, neemt op 27 maart 2019 ontslag om de LREM-lijst bij de Europese verkiezingen te leiden. Benjamin Griveaux, staatssecretaris, woordvoerder van de regering, en Mounir Mahjoubi, staatssecretaris van Digitaal, verlaten de regering om zich op de gemeenteraadsverkiezingen van 2020 in Parijs voor te bereiden.

Hun opvolgers worden op 31 maart aangekondigd. Amélie de Montchalin wordt staatssecretaris van Europese Zaken. Sibeth Ndiaye wordt staatssecretaris, woordvoerder van de regering. Cédric O wordt staatssecretaris van Informatica.
- Minister van staat van het Milieu en de Ecologische ontwikkeling François de Rugy neemt op 16 juli 2019 ontslag en wordt door Élisabeth Borne als minister van het Milieu en de Ecologische ontwikkeling opgevolgd, maar zij blijft ook minister van Vervoer.

- Jean-Paul Delevoye wordt op  3 september 2019 hoge commissaris voor Pensioenen bij minister Agnès Buzyn van Solidariteit en Gezondheid. Jean-Baptiste Djebbari wordt staatssecretaris van Vervoer bij minister Élisabeth Borne van het Milieu en de Ecologische ontwikkeling.

- Laurent Pietraszewski volgt op 17 december 2019 Delevoye op als hoge staatssecretaris van Pensioenen.

- Olivier Véran volgt Agnès Buzyn op 16 februari 2020 op als minister van Solidariteit en Gezondheid.